# GRRR! It's Betty Boo
GRRR! It's Betty Boo è il secondo album in studio della cantante inglese Betty Boo, pubblicato nel 1992.

## Tracce
1. I'm on My Way – 3:22
2. Thing Goin' On – 3:41
3. Hangover – 3:49
4. Curly & Girly – 4:22
5. Wish You Were Here – 4:17
6. Let Me Take You There – 3:58
7. Gave You the Boo – 4:00
8. Skin Tight – 3:38
9. Catch Me – 3:47
10. Close the Door – 3:38